# La Chapelle-Urée

La Chapelle-Urée este o comună în departamentul Manche, Franța. În 2009 avea o populație de 126 de locuitori.